# Pseudanaesthetis langana
Pseudanaesthetis langana là một loài bọ cánh cứng trong họ Cerambycidae.